# Ampedus coenobita
Ampedus coenobita е вид бръмбар от семейство Полски ковачи (Elateridae). Видът е почти застрашен от изчезване.

## Разпространение
Разпространен е в Гърция и Италия (Сицилия).